# アグスティン・ウルシ
アグスティン・ホセ・ウルシ（スペイン語: Agustín José Urzi、2000年5月4日 - ）は、アルゼンチンのサッカー選手。ポジションはFW。

## クラブ歴
2008年にCAバンフィエルドの下部組織に加入。2018年11月25日の試合で初のトップチームベンチ入りとなったが出場は無かった。同年12月1日の試合でニコラス・シルバに替えて投入され選手初出場を記録した。

## 代表歴
2018年3月にU-19代表の練習に参加した。2018年南アメリカ競技 大会では準決勝で退場処分となり、敗戦の一因となった。それでも翌年には2019 FIFA U-20ワールドカップのメンバーに選出された。
U-23代表としては同じく2019年パンアメリカン競技大会に参加、その後東京オリンピック南米予選に参加し1得点をあげて本戦進出に貢献、東京オリンピック本戦にも出場した。